# Traralgon
Traralgon es una ciudad australiana ubicada en el Valle Latrobe en la región Gippsland del estado de Victoria. Fue centro administrativo de la Ciudad Latrobe, aunque este capacidad ahora es ejercida por la ciudad conocida como Morwell.
El origen del nombre no está claro. La creencia popular es que el nombre 'Traralgon' está compuesto por las palabras aborígenes 'tarra' que significa 'río' y 'algon' que significa 'pescaditos'.